# Lacipa sciera
Lacipa sciera är en fjärilsart som beskrevs av Collenette 1956. Lacipa sciera ingår i släktet Lacipa och familjen tofsspinnare. Inga underarter finns listade i Catalogue of Life.